# Ričardas Berankis
Ričardas Berankis (Vilna; 21 de junio de 1990) es un jugador de tenis lituano.

## Carrera
Comenzó a jugar tenis a los dos años de edad. Apodado "Rycka" en su tierra natal, habla lituano, ruso e Inglés.
Su ranking individual más alto logrado en el ranking mundial ATP, fue el n.º 50 el 23 de mayo de 2016. Mientras que en dobles alcanzó el puesto n.º 139 el 26 de octubre de 2015.
Hasta el momento ha obtenido 3 títulos de la categoría ATP Challenger Series, todos ellos en modalidad de individuales.

### Copa Davis
Desde el año 2007 es participante del Equipo de Copa Davis de Lituania. Tiene en esta competición un récord total de partidos ganados/perdidos de 19/9 (15/5 en individuales y 4/4 en dobles).

### Júnior
El 10 de diciembre de 2007 se posicionó como No. 1 del mundo júnior, cuando ganó el Abierto de Estados Unidos júnior y el Orange Bowl. Sus mayores logros fueron el Abierto de EE. UU. 2007 derrotando en la final al polaco Jerzy Janowicz por 6-3 y 6-4, y llegar a las semifinales del Abierto de Australia en 2007 y el Campeonato de Wimbledon 2007.

### 2008-2009: Logros y debut ATP Challenger
En 2008 Ričardas Berankis jugó cada vez más torneos en el ATP Challenger Tour. En junio de 2008, Berankis se clasificó para el cuadro principal de un torneo ATP en Varsovia por primera vez. A pesar de que fue eliminado en la primera ronda contra Wayne Odesnik, fue entonces cuando alcanzó el top 500 del ranking mundial en julio de 2008. Para el Torneo de Umag, recibió una wild card, pero perdió en la primera ronda contra Fabio Fognini. Como ganador de la competencia juvenil del año pasado Berankis consiguió una invitación para la fase clasificatoria del US Open del 2008, y después de una sorprendente victoria ante el ucraniano Sergiy Stakhovsky, cayó derrotado en la tercera ronda de la clasificación, ante el alemán Björn Phau.
El año 2009 comenzó con una fase final en un torneo Futures en Alemania. En marzo de 2009, colaboró con la victoria global de 3-2 sobre Georgia en la Copa Davis en los individuales, pero más tarde, en julio de 2009 contra Eslovenia, cayeron derrotados por un global de 0-5. Más adelante en el año Berankis alcanzó en Qarshi y Champaign dos veces las semifinales de un torneo Challenger.

### 2010: dos títulos Challenger y la entrada en el Top 100
Después de que había alcanzado de nuevo en enero de 2010, en una semifinal en el Challenger de Salinas, Ričardas Berankis clasificó para el Torneo de San José en febrero de 2010. Allí derrotó a Robby Ginepri en su primer partido, luego le ganó a Bjorn Phau para pasar a los cuartos de final, donde perdió por poco ante el eventual campeón Fernando Verdasco. Esta la primera vez que entró en el top 200 del ranking mundial. Después de haber ganado la fase de Copa Davis con Lituania, gracias a dos victorias individuales (3-2 en el global) sobre el Reino Unido, Berankis participó en la clasificación para el Torneo de Roland Garros 2010. Cayó derrotado en la tercera ronda de clasificación ante el austríaco Martin Fischer. Pero no se desanimó, y ganó una semana después el Challenger de Nottingham al derrotar al japonés Go Soeda en la final para ganar así su primer título de Challenger. En Wimbledon, clasificó por primera vez para el cuadro principal e incluso obtuvo una victoria en primera ronda ante Carsten Ball, pero en la segunda ronda perdió en cuatro sets ante el español Feliciano López. En agosto de 2010 llegó a la final del Challenger de Vancouver pero fue derrotado por el israelí Dudi Sela. En el Abierto de Estados Unidos 2010 volvió a disputar con éxito la fase clasificatoria y derrotó en primera ronda, al jugador local Ryan Sweeting. En la segunda ronda se enfrentó al austríaco Jurgen Melzer, pero perdió en un partido apretado en cinco sets. Posteriormente disputa con buen suceso el Challenger de Helsinki ganando el título. Derrotó en la final al polaco Michal Przysiezny y así ganó su segundo título este año.

## Títulos ATP (1; 0+1)

### Individuales (0)
| Leyenda                         |
| Grand Slam (0)                  |
| ATP Wourld Tour Finals (0)      |
| ATP Masters 1000 World Tour (0) |
| ATP World Tour 500 series (0)   |
| ATP World Tour 250 series (0)   |

#### Finalista (2)
| N.º | Fecha                 | Torneo      | Superficie | Rivales en la final | Resultado     |
| --- | --------------------- | ----------- | ---------- | ------------------- | ------------- |
| 1.  | 29 de julio de 2012   | Los Ángeles | Dura       | Sam Querrey         | 0-6, 2-6      |
| 2.  | 22 de octubre de 2017 | Moscú       | Dura (i)   | Damir Džumhur       | 2-6, 6-1, 4-6 |

### Dobles (1)
| Leyenda                         |
| Grand Slam (0)                  |
| ATP World Tour Finals (0)       |
| ATP Masters 1000 World Tour (0) |
| ATP World Tour 500 series (0)   |
| ATP World Tour 250 series (1)   |

| N.º | Fecha               | Torneo  | Superficie    | Pareja              | Rivales en la final     | Resultado |
| --- | ------------------- | ------- | ------------- | ------------------- | ----------------------- | --------- |
| 1.  | 11 de abril de 2015 | Houston | Tierra batida | Teimuraz Gabashvili | Treat Huey Scott Lipsky | 6-4, 6-4  |

## Títulos ATP Challenger
| N.° | Fecha                   | Torneo                      | Superficie    | Oponente en la final | Resultado       |
| --- | ----------------------- | --------------------------- | ------------- | -------------------- | --------------- |
| 1.  | 6 de junio de 2010      | Challenger de Nottingham    | Hierba        | Go Soeda             | 6-4, 6-4        |
| 2.  | 28 de noviembre de 2010 | Challenger de Helsinki      | Dura (i)      | Michal Przysiezny    | 6-1, 2-0 ret.   |
| 3.  | 27 de julio de 2014     | Challenger de Astana 2      | Dura (i)      | Marsel Ilhan         | 7-5, 5-7, 6-3   |
| 4.  | 23 de noviembre de 2014 | Challenger de Andria        | Moqueta       | Nikoloz Basilashvili | 6-4, 1-0 ret.   |
| 5.  | 15 de noviembre de 2015 | Challenger de Ortisei       | Dura (i)      | Rajeev Ram           | 7-63, 6-4       |
| 6.  | 17 de abril de 2016     | Challenger de Gwangju       | Dura          | Grega Žemlja         | 6-3, 6-2        |
| 7.  | 24 de abril de 2016     | Challenger de Nanjing       | Tierra batida | Grega Žemlja         | 6-3, 6-4        |
| 8.  | 27 de mayo de 2017      | Challenger de Shymkent      | Tierra batida | Yannick Hanfmann     | 6-3, 6-2        |
| 9.  | 1 de abril de 2018      | Challenger de Saint-Brieuc  | Dura (i)      | Constant Lestienne   | 6-2, 5-7, 6-4   |
| 10. | 27 de enero de 2019     | Challenger de Rennes        | Dura (i)      | Antoine Hoang        | 6-4, 6-2        |
| 11. | 17 de marzo de 2019     | Challenger de Drummondville | Dura (i)      | Yannick Maden        | 6-3, 7-5        |
| 12. | 12 de mayo de 2019      | Challenger de Busan         | Dura          | Andrew Harris        | 7-65, 6-2       |
| 13. | 18 de agosto de 2019    | Challenger de Vancouver     | Dura          | Jason Jung           | 6-3, 5-7, 6-4   |
| 14. | 26 de marzo de 2023     | Challenger de Saint-Brieuc  | Dura          | Dan Added            | 6-3, 6-73, 7-65 |
| 15. | 22 de junio de 2024     | Challenger de Blois         | Tierra batida | Calvin Hemery        | 7-64, 7-5       |